# هشت دیوانه (فیلم)
هشت دیوانه (به انگلیسی: Crazy Eights) فیلمی محصول سال ۲۰۰۶ و به کارگردانی جیمی جونز است. در این فیلم بازیگرانی همچون دینا میر، جورج نیوبرن، تریسی لوردز، فرانک ویلی، گابریل انور و دن دی‌لوکا ایفای نقش کرده‌اند.